# Association Sportive de la SONABEL
L'Association Sportive de la SONABEL (nom complet Association Sportive de la Société Nationale d'électricité du Burkina Faso) és un club de futbol burkinès de la ciutat d'Ouagadougou.
Va ser fundat el 1990. Els seus colors són el violeta i el blanc. El club va guanyar la lliga del 2021 i fou finalista de copa els anys 2011, 2013, 2016 i 2019.

## Palmarès
- Lliga burkinesa de futbol:[2]
  - 2021
- Supercopa burkinesa de futbol:[3]
  - 2019, 2021